# طيب شمس الزمان
طيب شمس المان ( الاسم الكامل: حسن طيب شمس الزمان) (مواليد 9 يناير 1970) هو حكم كرة قدم بنغالي.
ادار مباريات في عدد من المنافسات الدولية كتصفيات كأس العالم لكرة القدم 2014، دوري أبطال آسيا وبطولة اتحاد غرب آسيا.